# 나학록
나학록(1963년 2월 18일 ~ )은 대한민국의 기업인이다. 아시아 최초로 심장충격기를 출시한 의료기기 제조업체 (주)씨유메디칼시스템을 설립하였고 현재까지 대표이사를 역임하고 있다.

## 학력
- 1975년 중앙대학교 사범대학 부속고등학교 졸업
- 1987년 한양대학교 전자공학과 학사
- 2005년 강원대학교 컴퓨터공학과 석사

## 상훈
- 2004년 - 신시장개척부문 대통령 표창
- 2009년 - 강원경제인 대상 수상
- 2012년 - 대한민국 벤처·창업대전 대통령 표창